# Денисовка (приток Шубрюга)
Денисовка — река в России, протекает в Мурашинском районе Кировской области. Устье реки находится в 24 км по левому берегу реки Шубрюг. Длина реки составляет 11 км.
Исток реки у деревни Бовыкино (Паломохинское сельское поселение) в 31 км к юго-западу от посёлка Мураши. Река течёт на запад, всё течение проходит по лесному массиву. Впадает в Шубрюг напротив села Паломохино (центр упразднённого Паломохинского сельского поселения).

## Данные водного реестра
По данным государственного водного реестра России относится к Камскому бассейновому округу, водохозяйственный участок реки — Вятка от города Киров до города Котельнич, речной подбассейн реки — Вятка. Речной бассейн реки — Кама.
Код объекта в государственном водном реестре — 10010300312111100035744.